# Clanul Mafia Corleonesi
Corleonesii sunt o facțiune din cadrul Mafiei siciliene care a dominat Cosa Nostra în anii '80 și '90. Denumirea informală Corleonesi a fost aplicată de mass-media și guvern, deoarece cei mai importanți lideri ai săi provin din orașul Corleone, mai întâi Luciano Leggio și mai târziu Totò Riina, Leoluca Bagarella, cumnatul lui Riina și Bernardo Provenzano.
Coaliția Corleonesi a reușit să preia Comisia Mafiei Siciliene și a impus o cvasi-dictatură asupra Cosa Nostra, purtând război împotriva facțiunilor rivale (cunoscut și sub numele de Al Doilea Război al Mafiei) din 1978–1983. Fațiunile mafiei mai consacrate din orașul Palermo subestimau grosolan mafiosi din Corleone și se refereau adesea la Corleonesi, în limba siciliană, în acest fel viddani - „țăranii” sau peri 'ncritati - „picioarele noroioase”.